# Usurp Synapse
Usurp Synapse to zespół emo violence z Lafayette w stanie Indiana, USA, aktywny w latach 1999–2000. Grupa łączyła szybkie i chaotyczne partie perkusji i gitar inspirowane grindem oraz szorstki krzyk.
Utwory zespoły znalazły się na kilku kompilacjach oraz splitach, m.in. z Jeromes Dream, z którym grupa odbyła wspólną trasę koncertową po USA. Cała dyskografia zespołu została zebrana na płycie zatytułowanej Disinformation Fix wydanej przez Alone Records. 
Zespół stosował niekonwencjonalne metody marketingu, jak umieszczenie penisa na okładce albumu, czy dołączanie żyletek do nagrania promującego samobójstwo.
W 2004 zespół reaktywował się w czteroosobowym składzie, jednak odwołał planowaną trasę po Wielkiej Brytanii, którą miał odbyć w 2005 razem z Phoenix Bodies. Od tamtego czasu pozostaje nieaktywny.

## Członkowie
- John Scott – wokal, keyboard
- Travis Chance – perkusja
- Don Kirkland – gitara
- Tony Dryer – bass
- Brandon – gitara
- Antonio – wokal

Travis oraz Don grali także w Fax Arcana.

## Dyskografia
- Emotion Zero / Usurp Synapse split 7" (Witching Hour/Happy Couples Never Last, 1999)
- Hassan I Sabbah / Usurp Synapse Just Do It! split 7" (The Electric Human Project Records, 2000) - do wydania tego splitu na białym winylu dołączone były żyletki
- The Main Ingredient 7" (wydane przez zespół, 2000) - znane także jako Penis 7", w takim też kształcie była klapka koperty
- Rep Seki / Usurp Synapse split 5" (Magister Ludi Records, 2000)
- Neil Perry / Usurp Synapse Comes Around Goes Around split 7" (Level Plane, 1 maja 2000)
- In Examination Of 6"/7" (Level Plane/Witching Hour Records, 1 maja 2000)
- Jeromes Dream / Usurp Synapse An Asprin, An X-Ray split 7" (Clean Plate Records/Level Plane, 1 września 2000)
- Disinformation Fix 2xCD (Alone Records, 29 lipca 2003) - dyskografia zespołu